# Juan Manuel Fabra Vallés
Juan Manuel Fabra Vallés (Tortosa, 4 de febrer de 1950-14 d'abril de 2012) va ser un advocat i polític català.

## Biografia
Llicenciat en dret per la Universitat Complutense de Madrid, va tenir experiència en la direcció d'empreses d'àmbit agropecuari.
Fou diputat d'Aliança Popular (més tard Partit Popular) per la província de Tarragona a les eleccions generals espanyoles de 1982, 1986, 1989 i 1993. Dins del Congrés dels Diputats fou Secretari Segon de la Comissió d'Economia, Comerç i Hisenda (1982-1986), Vicepresident Segon de la Comissió Mixta per a les Comunitats Europees (1986-1991), Secretari Segon de la Comissió d'Afers Exteriors (1989-1993)
El 1994 deixà el càrrec en ser elegit diputat al Parlament Europeu, càrrec que ocuparia fins al 2000. També ha estat membre de l'Assemblea Parlamentària del Consell d'Europa.
El març de 2000 fou nomenat membre del Tribunal de Comptes Europeu, sent responsable dels Fons Europeus de Desenvolupament (FED). El 16 de gener de 2002 fou elegit president del Tribunal de Comptes Europeu, fins a 15 de gener del 2005.
Va morir la matinada del 14 d'abril de 2012.